# Dactylopodamphiascopsis latifolius
Dactylopodamphiascopsis latifolius är en kräftdjursart som först beskrevs av Georg Ossian Sars 1909.  Dactylopodamphiascopsis latifolius ingår i släktet Dactylopodamphiascopsis och familjen Diosaccidae. Inga underarter finns listade i Catalogue of Life.